# Benin International 2017
Die Benin International 2017 im Badminton fanden vom 6. bis zum 9. Juli 2017 in Cotonou statt. 

## Sieger und Platzierte
| Disziplin    | Gold                                          | Silber                                             | Bronze                                      |
| ------------ | --------------------------------------------- | -------------------------------------------------- | ------------------------------------------- |
| Herreneinzel | Sahil Sipani                                  | Habeeb Temitope Bello                              | Clement Krobakpo                            |
| Herreneinzel | Sahil Sipani                                  | Habeeb Temitope Bello                              | Anuoluwapo Juwon Opeyori                    |
| Dameneinzel  | Dorcas Ajoke Adesokan                         | Uchechukwu Deborah Ukeh                            | Tosin Damilola Atolagbe                     |
| Dameneinzel  | Dorcas Ajoke Adesokan                         | Uchechukwu Deborah Ukeh                            | Zainab Momoh                                |
| Herrendoppel | Joseph Abah Eneojo Ibrahim Adamu              | Bahaedeen Ahmad Alshannik Mohd Naser Mansour Nayef | Habeeb Temitope Bello Ayo Isiaq Usman       |
| Herrendoppel | Joseph Abah Eneojo Ibrahim Adamu              | Bahaedeen Ahmad Alshannik Mohd Naser Mansour Nayef | Julius Olukotun Folorunsho Ilesanmi Opeyori |
| Damendoppel  | Dorcas Ajoke Adesokan Tosin Damilola Atolagbe | Peace Orji Uchechukwu Deborah Ukeh                 | Jennifer Abitty Stella Bentum               |
| Damendoppel  | Dorcas Ajoke Adesokan Tosin Damilola Atolagbe | Peace Orji Uchechukwu Deborah Ukeh                 | Zainab Momoh Ramatu Yakubu                  |
| Mixed        | Joseph Abah Eneojo Peace Orji                 | Emmanuel Donkor Stella Koteikai Amasah             | Habeeb Temitope Bello Dorcas Ajoke Adesokan |
| Mixed        | Joseph Abah Eneojo Peace Orji                 | Emmanuel Donkor Stella Koteikai Amasah             | Daniel Philip Ramatu Yakubu                 |